# Rock Creek (Texas)
Rock Creek egy önkormányzat nélküli település a texasi Somervell megyében. A 202-es Farm-to-market road mentén fekszik, a Brazos egyik mellékfolyója forrásvidékének közelében található.

## Története
Rock Creeket az 1850-es években alapították, és a farmerek központjaként szolgált. Azután hozták létre, hogy felfedeztek egy kutat, amely több forrásból származó vizet tartalmazott. Két évig, 1858 és 1860 között egy postahivatal szolgált Rock Creekben. A polgárháború alatt a város polgárai lovasságot szerveztek Rock Creek Guards néven. 1865-ben a várost látszólag elhagyták, bár egy templom a környéken Rock Creek közösségként azonosítja a helyét. A város 1865-ben elhagyatottá vált, bár egy fennmaradt templom a környéken Rock Creek közösségként azonosítja a helyét.

## Fordítás
Ez a szócikk részben vagy egészben  a   Rock Creek, Texas című angol Wikipédia-szócikk fordításán alapul.  Az eredeti cikk szerkesztőit annak laptörténete sorolja fel. Ez a jelzés csupán a megfogalmazás eredetét és a szerzői jogokat jelzi, nem szolgál a cikkben szereplő információk forrásmegjelöléseként.